# Isolepis moseleyana
Isolepis moseleyana är en halvgräsart som först beskrevs av Johann Otto Boeckeler, och fick sitt nu gällande namn av A. Muthama Muasya. Isolepis moseleyana ingår i släktet borstsävssläktet, och familjen halvgräs. Inga underarter finns listade i Catalogue of Life.